# جعفر قاسم‌زاده
جعفر قاسم‌زاده سیاست‌مدار ایرانی بود، که در دوره بیست و چهارم مجلس شورای ملی بعنوان نماینده رودسر از استان گیلان در مجلس شورای ملی حضور داشت.